# Corte de' Cortesi con Cignone
Corte de' Cortesi con Cignone là một đô thị trong tỉnh Cremona, vùng Lombardia, Italia. Đô thị này có dân số 993 người (năm 2007).